# Church of the Poison Mind
Church of the Poison Mind är en låt av Culture Club, utgiven som singel den 1 april 1983. Låten finns med på albumet Colour by Numbers, utgivet den 10 oktober 1983. "Church of the Poison Mind" nådde andra plats på UK Singles Chart.

## Låtlista
Singel (7")
A. "Church of the Poison Mind"
B. "Man Shake"
Maxisingel (12")
A. "Church of the Poison Mind"
B1. "Mystery Boy"
B2. "Man Shake"